# Berthold Günther
Berthold Günther (* 21. November 1930 in Wellesweiler; † 18. Dezember 1985) war ein deutscher Politiker (SPD).

## Leben
Berthold Günther wuchs in Wellesweiler auf und machte eine Lehre zum kaufmännischen Angestellten. Er war sechzehn Jahre lang Direktor des Neunkircher Zoos. Sein Spitzname war „Boy“. 
Überdies war er auch jahrelang politisch aktiv: So war er von 1956 bis 1974 und noch einmal von 1979 an Mitglied des Stadtrats von Neunkirchen, von 1960 bis 1964 Beigeordneter und von 1968 bis 1974 Vorsitzender der Stadtratsfraktion der SPD. Von 1974 bis 1979 saß er im Kreisrat des Landkreises Neunkirchen. 1974 trat er für das Amt des Oberbürgermeisters von Neunkirchen an, unterlag dabei jedoch Paul Kolb, der ebenfalls der SPD angehörte. 1970 wurde er erstmals in den saarländischen Landtag gewählt, dem er bis zu seinem Tode angehörte.
In Wellesweiler wurde nach ihm der Berthold-Günther-Platz (vorher: Zum Ochsenwald) benannt. 